# Johannes Pausch
Johannes Pausch OSB (* 30. April 1949 in Parkstein/Oberpfalz als Hubert Pausch) ist ein bayrisch-österreichischer Ordenspriester, Gründer und emeritierter Prior des Europaklosters Gut Aich in St. Gilgen am Wolfgangsee.

## Leben
Pausch wurde als Sohn eines Gastwirts geboren. Abt Augustin Mayer nahm ihn 1969 in das Benediktinerkloster Metten auf, wo er den Ordensnamen Johannes annahm. Er studierte Philosophie, Theologie an der Universität Salzburg und nach seiner Priesterweihe Pädagogik in Benediktbeuern und war zudem Assistent bei Ruth C. Cohn an der Ecole d’ Humanité in Goldern in der Schweiz. Prägend war für ihn auch sein geistlicher Begleiter, Abt Emmanuel Maria Heufelder von Niederalteich.
Er wirkte jahrelang als Lehrer und Erzieher am Gymnasium der Benediktiner in Metten und ab 1986 auch als Spiritual des Kollegs St. Benedikt in Salzburg.
1993 gründete er mit Zustimmung von Erzbischof Georg Eder das Europakloster Gut Aich in St. Gilgen, das am 3. Mai 2004 als Priorat kanonisch in die österreichische Benediktinerkongregation aufgenommen wurde. Einen besonderen Förderer für seine Gründung fand Pausch nicht zuletzt in Helmut Kohl, der seinen Urlaub bevorzugt in St. Gilgen verbracht hat.
Am 28. Juni 2004 wurde Pausch zum ersten Prior des Klosters gewählt und am 11. Juli desselben Jahres in sein Amt eingeführt. Sein Wahlspruch lautet: „In viam pacis“.
Im Jahr 2012 gründete Pausch gemeinsam mit der Ideengeberin Brigitte Kwizda-Gredler den Verein Europäische Klosterheilkunde, der sich statutenmäßig für die Erforschung und der Vermittlung vom Wissen über die Klosterheilkunde beschäftigt.
Produkte des Klosters Gut Aich wurden mit ihm als Werbeträger über die Handelskette Spar vertrieben.
Am 5. September 2021 legte er sein Amt als Prior des Europaklosters Gut Aich zurück.
Bundesministerin Susanne Raab zeichnete Pausch gemeinsam mit David Steindl-Rast am 4. Juli 2023 mit dem Goldenen Ehrenzeichen für Verdienste um die Republik Österreich aus.

## Auszeichnungen
- Silbernes Ehrenzeichen des Bundeslandes Salzburg
- Medaille für besondere Verdienste um Bayern in einem Vereinten Europa (2009)
- Goldenes Ehrenzeichen für Verdienste um die Republik Österreich (2023)

## Publikationen
- Die Einheit leben. Otto Müller Verlag, Salzburg 1987, ISBN 3-7013-0730-X.
- Kreuzwege-Wegkreuze. Geistliche Wege im Alltag. Otto Müller Verlag, 1990, ISBN 3-7013-0800-4.
- Himmlisch leben jeden Tag. Klosterweisheiten. ausgewählt von Pater Johannes Pausch. Goldmann, 2009, ISBN 978-3-442-17033-3.
- Sternstunden und Wüstentage. Die kostbaren Momente im Alltag entdecken. Übungen, Gebete, Meditationen. Goldmann, München 2010, ISBN 978-3-442-17205-4.
- Auf zum guten Leben! Styria, Wien 2004, ISBN 3-222-13144-9.
- Meine Kräutermärchen. Pater Johannes Pausch liest die schönsten Geschichten aus „Meine Kräuterschätze“. Servus, Salzburg 2011, ISBN 978-3-7104-5009-9.
- Meine Heilkräutermandalas – Heimische Pflanzen und ihre ganzheitliche Wirkung Servus. Salzburg 2016, ISBN 978-3-7104-0003-2.
- Weniger ist mehr – Die Lebensschule der Mönche. Vier Türme Verlag, Münsterschwarzach 2016, ISBN 978-3-7365-0003-7.
- Meine Kräuterschätze. Die Kräfte unserer Heilpflanzen in Anwendungen und Geschichten. Servus, Wals bei Salzburg 2018, ISBN 978-3-7104-0082-7.
- Die Engel bauen schon – 25 Jahre Europakloster Gut Aich. Anton Pustet Verlag, Salzburg 2018, ISBN 978-3-7025-0911-8.
- Erkenntnis. Edition a Verlag, Wien 2023, ISBN 978-3-99001-653-4
- Gesundheit aus dem Kloster (zus. mit Gert Böhm). Anaconda Verlag, Köln 2010, ISBN 978-3-86647-510-6

## Videos online
- SPAR wie früher Bio-Küchenkräuter für die Seele von Pater Pausch auf YouTube
- Johannes Pausch: Pflanzen - Mandalas und Kräutermärchen 1/2 auf YouTube
- Erkenntnis, Wissen und Liebe auf YouTube
- Resilienz, die Kunst des Stehaufmännchens auf YouTube
- Mein Kräutermärchen auf YouTube
- Ohne Hoffnung und Verzweiflung keine Spiritualität auf YouTube